# Astra Airlines
Astra Airlines era una aerolínea regional griega  con sede en Salónica y base de operaciones en el Aeropuerto Internacional de Salónica. Cesó sus operaciones en noviembre de 2019.

## Historia
La aerolínea fue fundada por Ioannis Zlatanis, fundador de Interaviator Ltd, y Anastasios Zirinis, anterior CEO de Olympic Aviation. Comenzó sus operaciones el 5 de julio de 2008, volando de Salónica a Rodas.
La aerolínea cesó sus operaciones el 14 de noviembre de 2019 debido a dificultades financieras.

## Destinos

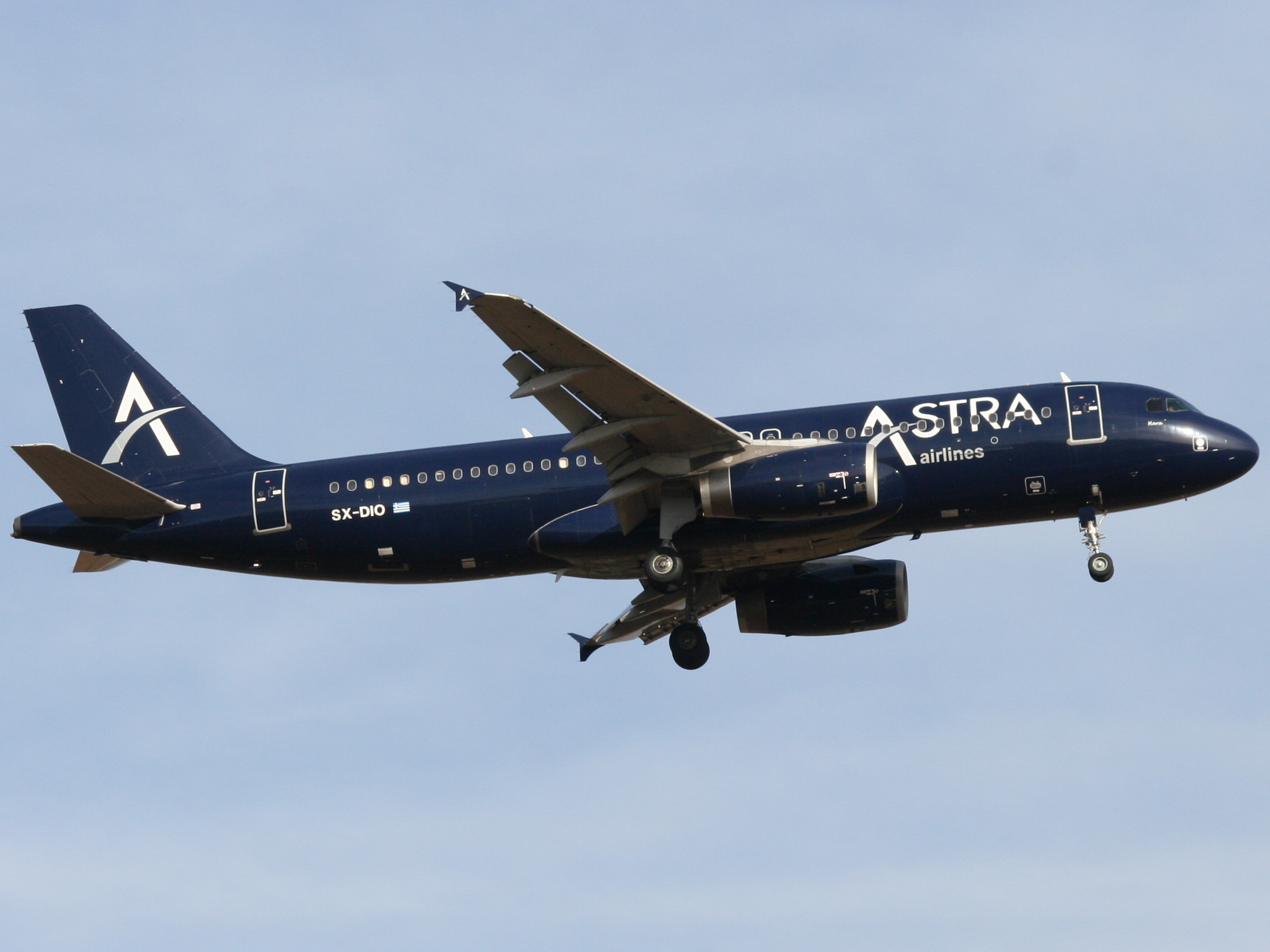
Airbus A320-200 de Astra Airlines

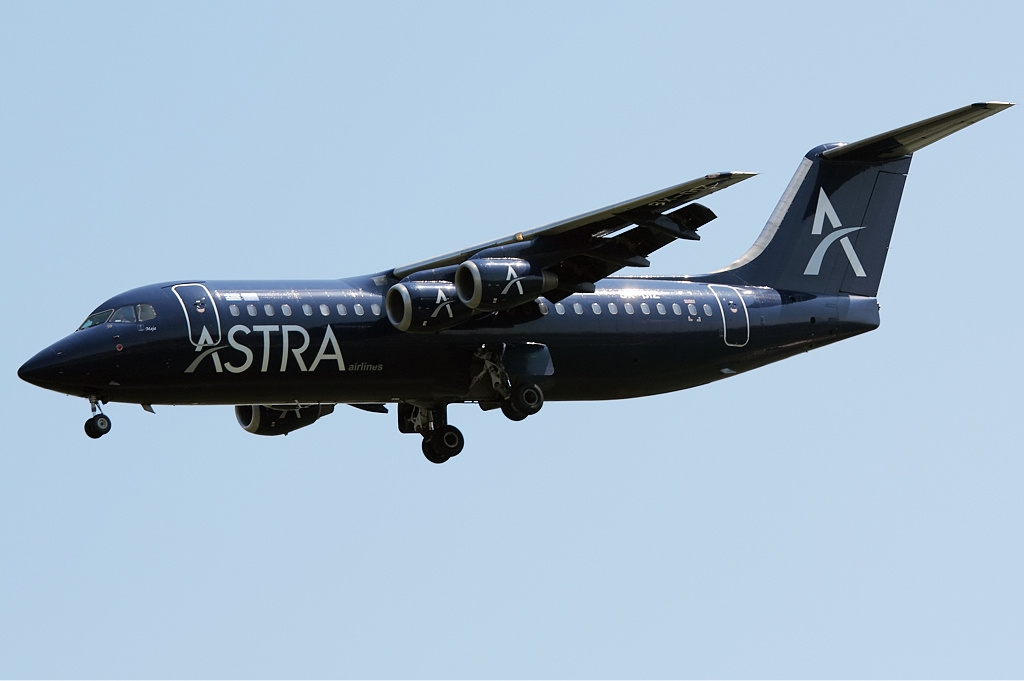
BAe 146-300.

Astra Airlines volaba a los siguientes destinos (a fecha de 2015):
- Aeropuerto Internacional Eleftherios Venizelos (Atenas) - Base
- Aeropuerto Internacional de Cefalonia (Cefalonia)
- Aeropuerto Internacional de La Canea (La Canea)
- Aeropuerto Nacional de la Isla de Quíos (Isla de Quíos)
- Aeropuerto Internacional de Corfú-Ioannis Kapodistrias (Corfú)
- Aeropuerto Internacional Nikos Kazantzakis (Heraclión)
- Aeropuerto Nacional de la Isla de Icaria (Icaria)
- Aeropuerto Internacional de Kalamata (Kalamata)
- Aeropuerto Nacional de la Isla de Kárpatos (Kárpatos)
- Aeropuerto Nacional de Kastoriá (Kastoriá)
- Aeropuerto Nacional de la Isla de Citera (Citera)
- Aeropuerto Internacional de Kos-Hipócrates (Isla de Cos)
- Aeropuerto Nacional de Kozani (Kozani)
- Aeropuerto Internacional de Lemnos (Lemnos)
- Aeropuerto Nacional de Míconos (Miconos)
- Aeropuerto Nacional de la Isla de Milo (Milo)
- Aeropuerto Internacional de Mitilene (Mitilene)
- Aeropuerto de Araxos (Patras)
- Aeropuerto Internacional de Samos (Samos)
- Aeropuerto Nacional de Santorini (Thira)
- Aeropuerto de Sitía (Sitía)
- Aeropuerto Internacional Macedonia (Salónica) - Hub
- Aeropuerto Internacional de Zante (Zante)

## Flota Histórica
La aerolínea durante su existencia operó las siguientes aeronaves: